# Fédération Camerounaise de Football
Federația Cameruneză de Fotbal (franceză :Fédération Camerounaise de Football) este forul ce guvernează fotbalul în Camerun. Se ocupă de organizarea naționalei Camerunului și a ligilor Elite One și Elite Two.